# Динамичко програмирање
Динамичко програмирање је метод којим се смањује време извршавања оних проблема у којима се захтева тражење оптималне подструктуре и који имају потпроблеме који се понављају, као што ће бити описано у наставку. Овај појам је увео математичар Ричард Белман 1953. године.

## Преглед
Појам оптимална подструктура означава тражење оптималних решења потпроблема и њихово коришћење у циљу тражења оптималног решења целокупног проблема. На пример, најкраћи пут до датог чвора (означимо га као крајњи) од произвољног чвора у ацикличном графу, може се израчунати тако што се најпре израчуна најкраћи пут од крајњег чвора до његових суседних, затим исти принцип применимо на његове суседе, итд. Дакле, проблем који има оптималну подструктуру се може решити у следећа три корака:
1. Разбити проблем на мање потпроблеме.
2. Решити дате потпроблеме користећи ова три корака рекурзивно.
3. Искористити пронађена оптимална решења потпроблема како би се нашло оптимално решење главног проблема.

Потпроблеме је потребно делити на пот-проблеме, све док се не дође до једноставних случаја које је једноставно решити.
За разлику од неких алгоритама у којима се појављују потпроблеми који се понављају, код динамичког програмирања, један потпроблем се решава само једном. На пример, у Фибоначијевом низу F3 = F1 + F2 и F4 = F2 + F3 - рачунање сваког броја захтева налажење F2. Како су F3 и F4 потребни за налажење F5, наивним приступом би за рачунање F5 било потребно налажење F2 неколико пута. Када се потпроблеми понављају више пута, наивним приступом се често изгуби доста времена на тражење њихових оптималних решења, који су већ решени.
Како би се ово избегло, потребно је сачувати решења оних проблема који су већ решени, како би се могли касније искористити. Ово се још назива и мемоизација. Уколико је очигледно да решени потпроблеми нису више потребни, могу се одбацити како би се сачувао меморијски простор.
Динамичко програмирање се користи код:
- Потпроблема који се понављају
- Оптималне подструктуре
- Мемоизације.

Овај алгоритам користи најчешће један од следећа два приступа:
- Одозго надоле: Проблем се растави на потпроблеме, потпроблеми се реше и памте се њихова решења, у случају њихове касније употребе. Овај приступ представља комбиновање рекурзије и мемоизације.
- Одоздо нагоре: Сви потпроблеми се редом решавају и користе за налажење већих. Овај приступ је бољи због чувања меморијског простора на стеку, али је понекад тешко одредити који су све потпроблеми потребни за тражење датог.

## Примери

### Фибоначијев низ
Наивна имплементација функције за тражење n-тог члана Фибоначијевог низа се базира директно на математичкој дефиницији:
```
   
function
 fib(n)
       
if
 n = 0 
or
 n = 1
           
return
 n
       
else

           
return
 fib(n − 1) + fib(n − 2)
```

Треба приметити да, ако се позове функција fib(5), мање функције се позивају већи број пута, што расте експоненцијално:
1. fib(5)
2. fib(4) + fib(3)
3. (fib(3) + fib(2)) + (fib(2) + fib(1))
4. ((fib(2) + fib(1)) + (fib(1) + fib(0))) + ((fib(1) + fib(0)) + fib(1))
5. (((fib(1) + fib(0)) + fib(1)) + (fib(1) + fib(0))) + ((fib(1) + fib(0)) + fib(1))

Ако се искористи приступ одозго надоле, тј. примени мемоизација, тада се потпроблеми решавају тачно једном, јер се њихове вредности памте:
```
   
var
 m := 
map
(0 → 1, 1 → 1)
   
function
 fib(n)
       
if
 n 
not in
 
keys
(m)
           m[n] := fib(n − 1) + fib(n − 2)
       
return
 m[n]
```

Међутим, користећи приступ одоздо нагоре, линеарна просторна сложеност се може преобразити у константну:
```
   
function
 fib(n)
       
var
 previousFib := 1, currentFib := 1
       
repeat
 n − 1 
times

           
var
 newFib := previousFib + currentFib
           previousFib := currentFib
           currentFib  := newFib
       
return
 currentFib
```

У оба последња случаја, само се једном рачуна fib(2), да би се затим искористио за налажење fib(4) и fib(3), уместо што би се рачунао сваки пут када се позове нова функција.

### Шаховска табла
Нека је дата шаховска табла димензија n × n и функција c(i, j) која враћа одређену вредност за дато поље i,j (i означава ред, а j колону). Узмимо, на пример, да је n = 5.
```
  +---+---+---+---+---+
5 | 6 | 7 | 4 | 7 | 8 |
  +---|---|---|---|---+
4 | 7 | 6 | 1 | 1 | 4 |
  +---|---|---|---|---+
3 | 3 | 5 | 7 | 8 | 2 |
  +---|---|---|---|---+
2 | 2 | 6 | 7 | 0 | 2 |
  +---|---|---|---|---+
1 | 7 | 3 | 5 | 6 | 1 |
  +---+---+---+---+---+
    1   2   3   4   5
```

Дакле, c(1, 3) = 5.
Нека се у доњој колони налази краљ који треба да стигне до горње колоне, тако што ће прећи најкраћи пут (сума квадрата на путу до горње колоне треба да буде најмања). Под претпоставком да се краљ може померати само напред, дијагонално лево или дијагонално десно, он из поља (1,3) може прећи на (2,2), (2,3) или (2,4).
```
  +---+---+---+---+---+
5 |   |   |   |   |   |
  +---|---|---|---|---+
4 |   |   |   |   |   |
  +---|---|---|---|---+
3 |   |   |   |   |   |
  +---|---|---|---|---+
2 |   | x | x | x |   |
  +---|---|---|---|---+
1 |   |   | O |   |   |
  +---+---+---+---+---+
    1   2   3   4   5
```

Овај проблем захтева тражење оптималне подструктуре, односно решавање целокупног проблема се заснива на тражењу његових потпроблема. Нека је функција q(i, j) дефинисана на следећи начин:
q(i, j) = најкраћи пут до поља (i, j).
Лако се уочава да је вредност функције q(i, j) једнака минималној вредности од три поља испод датог (то су поља са којих се једино до њега може и стићи) плус c(i, j). На пример:
```
  +---+---+---+---+---+
5 |   |   |   |   |   |
  +---|---|---|---|---+
4 |   |   | A |   |   |
  +---|---|---|---|---+
3 |   | B | C | D |   |
  +---|---|---|---|---+
2 |   |   |   |   |   |
  +---|---|---|---|---+
1 |   |   |   |   |   |
  +---+---+---+---+---+
    1   2   3   4   5
```

{\displaystyle q(A)=\min(q(B),\;q(C),\;q(D))\;+\;c(A)}
Сада, q(i, j) се може дефинисати као:
{\displaystyle q(i,j)=\left\{{\begin{matrix}\infty &j<1{\mbox{ ili }}j>n\\c(i,j)&i=1\\\min(q(i-1,j-1),q(i-1,j),q(i-1,j+1))+c(i,j)&{\mbox{inace}}\end{matrix}}\right.}
Ово се може представити псеудокодом:
```
function
 minCost(i, j)
    
if
 j < 1 
or
 j > n
        
return
 infinity
    
else if
 i = 1
        
return
 c(i, j)
    
else
    
        
return
 
min
(minCost(i-1, j-1), minCost(i-1, j), minCost(i-1, j+1)) + c(i, j)
```

Лако се уочава да наведена функција не одређује најкраћи пут, већ само његову вредност. Најпре, може се применити приступ одоздо нагоре и искористити дводимензионални низ q[i, j] уместо функције. Затим, коришћењем још једног низа p[i, j], за памћење откуда тренутни најкраћи пут долази, може се одредити и најкраћи пут. То се може приказати кодом на следећи начин:
```
 
function
 computeShortestPathArrays()
     
for
 x 
from
 1 
to
 n
         q[1, x] := c(1, x)
     
for
 y 
from
 1 
to
 n
         q[y, 0]     := infinity
         q[y, n + 1] := infinity
     
for
 y 
from
 2 
to
 n
         
for
 x 
from
 1 
to
 n
             m := min(q[y-1, x-1], q[y-1, x], q[y-1, x+1])
             q[y, x] := m + c(y, x) 
             
if
 m = q[y-1, x-1]
                 p[y, x] := -1
             
else if
 m = q[y-1, x]
                 p[y, x] :=  0
             
else

                 p[y, x] :=  1
```

Сада је лако наћи минимум и исписати најкраћи пут.
```
 
function
 computeShortestPath()
     computeShortestPathArrays()
     minIndex := 1
     min := q[n, 1] 
     
for
 i 
from
 2 
to
 n 
         
if
 q[n, i] < min
             minIndex := i
             min := q[n, i]
     printPath(n, minIndex)
```

```
 
function
 printPath(y, x)
     
print
(x)
     
print
("<-")
     
if
 y = 2
         
print
(x + p[y, x])
     
else

         printPath(y-1, x + p[y, x])
```

## Алгоритми који користе динамичко програмирање
- Најдужи заједнички подниз
- CYK алгоритам
- Белман-Фордов алгоритам
- Флојд-Воршалов алгоритам
- Проблем ранца
- Множење матрица
- Најдужи растући подниз